# 아우르가진스키군

아우르가진스키 군의 위치

아우르가진스키군(러시아어: Аургазинский район, 바시키르어: Ауырғазы районы)은 바시키르 공화국에 위치한 군이다. 북쪽은 카르마스칼린스키 군, 동쪽은 카푸리스키 군, 남쪽은 스테를리타막스키 군, 서쪽은 알셰옙스키 군과 다블레카놉스키 군에 접해 있다. 1930년 8월 20일에 설치되었고 면적은 2014 km2이다. 중심지는 톨바지(Толбазы)이다. 우파에서 남쪽으로 30km, 벨로예 호 역에서 서쪽으로 30km 떨어져 있다. 인구는 2004년에 3만9,200명이다. 주민은 바시키르인 — 10,7%, 타타르족 — 48,2%, 추바시인 — 42,2%, 러시아인 — 4,9%, 우크라이나인 — 2%이다. 1인당 인구 밀도는 21,1 km2이다. 24개의 마을이 존재한다. 주요한 마을로는 비시카인(Бишкаин, 1,100명), 이실리(Ишлы, 1,000명), 추바시카라말리(Чуваш-Карамалы, 900명), 무라딤(Мурадым, 800명)이다.
기온은 평균 기온이 2,5 °С(1월 - 16 °С, 7월 - 19 °С)이다. 최고 기온은 40 °С, 최저 기음온 — 48 °С이다. 우르샤크 강이 흐른다. 이곳에서 발간되는 신문 "Путь Родины"는 러시아어, 타타르어, 바시키르어로 발간된다.